# Dicamptus crassellus
Dicamptus crassellus är en stekelart som först beskrevs av Morley 1917.  Dicamptus crassellus ingår i släktet Dicamptus och familjen brokparasitsteklar. Inga underarter finns listade i Catalogue of Life.